# 朱幼塐
沁水安惠王朱幼塐（1432年—1471年9月17日），明朝沁水悼怀王朱佶煴嫡长子，王妃郑氏所生，瀋简王朱模孙，明太祖曾孙。明朝第二代沁水王。

## 生平
正统四年（1439年）正月，朱佶煴去世。正统十年（1445年）四月，朱幼塐得赐名。正统十二年（1447年）八月，明英宗遣駙馬都尉井源等為正使，吏部員外郎紀振等為副使，持節冊封朱幼塐為沁水王，北城兵馬副指揮李榮的女兒為沁水王妃。
朱幼塐请求為弟弟们建府第，英宗赐地命他自己造。正统十四年（1449年）四月，朱幼塐称工料不足，請求敕令有司协助，获准。
景泰元年（1450年）四月，明代宗遣駙馬都尉焦敬等為正使，吏部右侍郎俞山等為副使，持節冊封李妃為沁水王妃。
景泰三年（1452年）十二月，朱幼塐奏称两个弟弟鎮國將軍朱幼𡔉、朱幼堮都有外戚，请求让他们的外祖父家族復家，获准。
朱幼塐奏子女長成，请求有司為他们建府第，代宗下詔允许，但山西都布二司怠慢不為办理，朱幼塐屡次为此上奏。景泰六年（1455年）三月，代宗下詔命巡按御史治官吏之罪，赶紧建置府第。
景泰七年（1456年）二月，因朱幼塐奏请，賜朱幼𡔉、朱幼堮儀從人各二十名。
天順元年（1457年）六月，给朱幼塐歲祿一千石，其中本色七百石、折色三百石，及菜煤戶各一。
天順二年（1458年）閏二月，因朱幼塐所请，赐其澤州稅課局鈔二千九百貫。
瀋府長平郡主造府第时，百姓程懷等被迁往他处。朱幼塐上奏想夺取程懷等被迁的地方，且恐吓程懷等人让他们不得搬迁。程懷等上言。天順六年（1462年）二月，英宗命将土地给程懷等人。
成化七年（1471年）九月，朱幼塐去世。明宪宗闻讯輟朝一日，按制度賜祭葬，谥安惠。
成化八年（1472年）三月，朱幼塐的嫡長子朱诠鐕奏朱幼塐死後祿米停支，請求仍然給賜，获准。
成化十二年（1476年）九月，朱诠鐕受册袭封。

## 评价
- 《弇山堂别集》卷074：好和不争，柔質慈民。